# 塞尔瓦 (巴利阿里群岛)
塞尔瓦（西班牙语）是西班牙巴利阿里群岛的一个市镇。总面积49平方公里，总人口2927人（2001年），人口密度60人/平方公里。